# Šluknovský výběžek

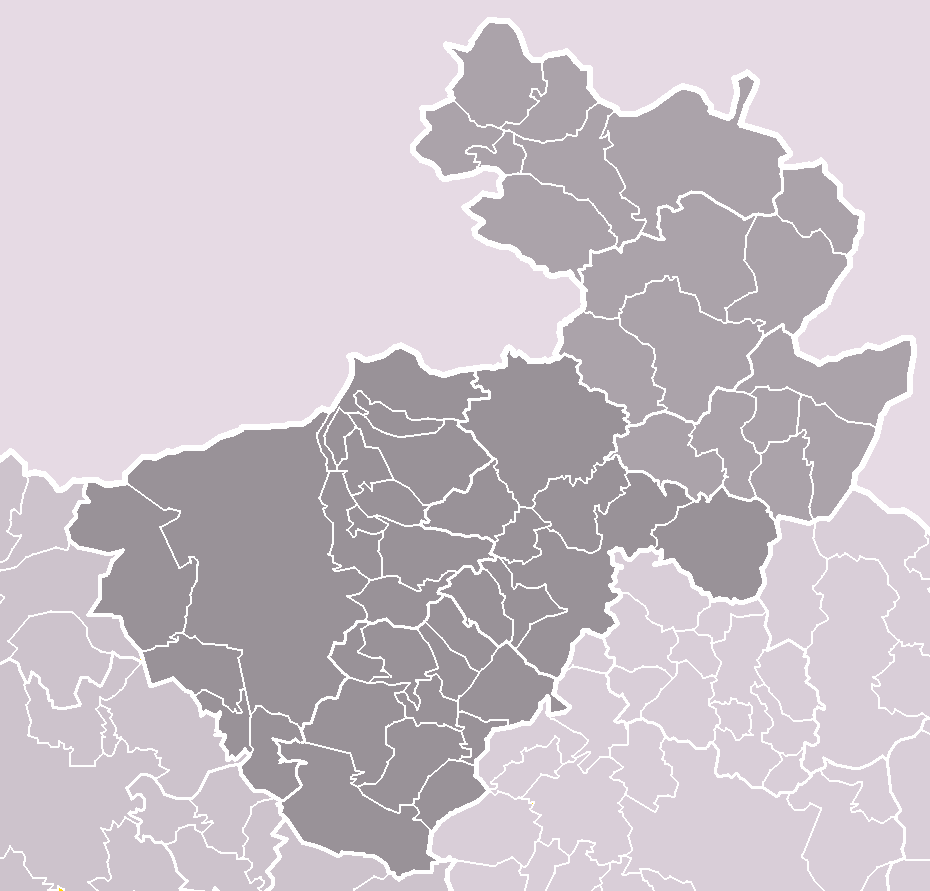
Města a obce ve Šluknovském výběžku (světlejší šedá barva)

Šluknovský výběžek (něm. Schluckenauer Zipfel (Böhmisches Niederland), polsky cypel szluknowski) se nachází v severní části okresu Děčín a tvoří severovýchodní část Ústeckého kraje. Na státní hranici, poblíž Bukové hory, v katastru osady Severní, která spadá pod Lobendavu, se nachází nejsevernější místo České republiky, které má zeměpisnou šířku 51° 3’ 20" severní zeměpisné šířky. Šluknovský výběžek je také místem, kde se Česká republika nejvíce přibližuje moři. Baltské moře je od něj vzdušnou čarou 300 km. Je charakteristickým územím styku a překrývání kultur tří oblastí: české, saské a lužické.

## Historie

### Pravěk
V pravěku bylo území Šluknovského výběžku neosídlené, jsou jen ojedinělé nálezy pravěkých kamenných nástrojů. Z mladšího paleolitu pochází pazourkovité nástroje a osm kusů oštěpů nalezených ve varnsdorfské cihelně v roce 1928, další podobné nástroje se našly i u obce Lipová.
Z období mezolitu pochází pozůstatky po pravěkých obyvatelích, které se našly u Brtnického potoka poblíž obce Brtníky.
Z eneolitu pochází nálezy sekeromlatů. Nejznámější je nález z roku 1882 z kamenolomu, který byl odkryt pro stavbu hotelu v Karlově údolí u Šluknova.

### Starověk
Z období starověku jsou na území Šluknovského výběžku pouze ojedinělé nálezy. Z období únětické kultury pochází nálezy hrnců z hradu Tolštejn, z mladší mladší doby bronzové nález keramiky lužické kultury pod skalními převisy u obce Doubice. Ve výběžku se našly mince z doby římské u hradu Krásný Buk (pamětní mince císaře Hadriána) a jeho nástupce Marka Aurelia Klaudiana v Jiřetíně pod Jedlovou. Nicméně nálezy nedokládají trvalé osídlení v uvedené době, spíše jsou stopami obchodní činnosti, navíc se na uvedená místa mohly dostat i následně.

### Středověk
Počátky souvislejšího osídlení výběžku spadají do doby stěhování národů. V 6. století byly území okolo Šluknovského výběžku osídleno slovanským obyvatelstvem, kmenem Milčanů. Do 8. až. 10. století je datováno slovanské hradiště nad soutokem Brtnického potoka a Křinice poblíž Zadní Doubice, zkoumané v roce 1994. V raném středověku se území výběžku říkalo Záhvozd, kraj za hvozdem. Bylo od zbytku Čech odděleno hlubokými lesy.
V 11. století přichází na území dnešního výběžku první němečtí kolonisté z Durynska a z Frank. Kolonisté rozšiřovali původní malá slovanská sídla a zakládali lesní lánové vsi. Další vlna německé kolonizace proběhla v polovině 12. století, tehdy se jednalo o osadníky z Fríska (severní Nizozemí, pobřeží Německa a jih Dánska). Hlavní vlna kolonizace proběhla ve 13. století za vlády krále Přemysla Otakara I.
Kolonizaci vyvolalo, že pro panovníka bylo řídké osídlení vojensky i ekonomicky nevýhodné a přitom v Německu byly v té době oblasti, kde obyvatelstvo na rozdělené půdě živořilo. Navíc na pobřeží Severního moře docházelo ve 12. a 13. století k velkým přírodním katastrofám. Ve 13. století vznikla řada osad, a základní síť osídlení, která přetrvala do počátku 21. století. Ve výběžku se rýžovalo i zlato, což je doloženo na potoce Bublava u Lobendavy. Pozůstatkem hornického sídliště je pravděpodobně Kyjovský hrad nad údolím Křinice u Kyjova. V okolí Kyjovského hradu se pravděpodobně těžila železná ruda, která se zde tavila a dále se prodávala.
Ze stejného období pochází četné sklárny, například v Chřibské z roku 1298, dále například u Vlčí hory a u Rybniště. Výběžek je bohatý i na zbytky milířů a smolných pecí.
Za Karla IV. byl výběžek již rozvinutou oblastí Českého království. S jedním z Berků z Dubé uzavřel smlouvu, že území nikdy nebude prodáno Míšeňskému markrabství. V té době už měly severní Čechy, Šluknovsko obzvláště, čistě německý ráz a Hynek Berka III. povolal kolem roku 1410 další německé osadníky. V severních Čechách včetně Šluknovského výběžku se ve 12. století rozkládaly državy Ronovců. Ve 13. století vlastnil většinu území rod pánů Berků z Dubé. Od konce 13. století část území patří i pánům z Lipé. centrem panství tehdy byl hrad Schönbuch (Krásný Buk), který byl tehdy součástí honštejnského panství spravovaného z hradu Honštejn v Sasku. Hrad zničilo městské vojsko ze Žitavy v roce 1339, a nebyl již nikdy obnoven. Nebylo to ani zapotřebí, tehdy již existoval vhodnější hrad Tolštejn. Kromě Ronovců měli ve výběžku majetky rody Markvarticů a Vartenberků. Na přelomu 14. a 15. století získávají Tolštejn Berkové z Dubé. Hrad Tolštejn se stal v polovině 14. století jediným panským sídlem skoro celého dnešního Šluknovského výběžku.
Ve výběžku spravovali panským rodům drobnější území jejich vazalové, manské rody. Významným manským rodem byli rytíři z Varnsdorfu, kteří byli vazaly Ronovců, pánů z Lipé. Nejvýznamnějším příslušníkem byl rytíř Jindřich z Varnsdorfu, který mohl být dle historika Tomáše Edela hledaným autorem Dalimilovy kroniky.
Dalšími manskými rody ve výběžku byly Knoblochové z Varnsdorfu, Marešové z Krásné Lípy, Nasticové a Hermdorfové v Rumburku, Luticové v Rumburku a Jiříkově, lužičtí rytíři „z Kyaw“, pravděpodobně z dnešního Kyjova u Krásné Lípy. Pro výběžek mělo velký význam Šestiměstí, spolek pěti lužických měst a tehdy české Žitavy. Spolek vznikl v roce 1346 na obranu proti loupeživým rytířům.
V době husitských válek bylo Šluknovsko již národnostně německé. Šluknovsko zprvu stálo stranou hnutí, později se přidalo na stranu císaře Zikmunda Lucemburského.
Konec 15. století a začátek 16. století proběhl ve výběžku klidně. Výběžek patřil pánům ze Šlejnic, území bylo proto přezdíváno „Šlejnická zemička“.
Třicetiletá válka přinesla po celkem klidné době do výběžku bídu a utrpení. V roce 1619 žoldnéři českých stavů byl vydrancovali Rumburk, v roce 1624 jezdci Albrechta z Valdštejna jej prakticky vypálili, v roce 1626 byl v Rumburku mor. V roce 1631 přes výběžek postupovala vojska protestantského Saska, v roce 1632 přes něj ustupovala, též přes něj přešlo císařské katolické vojsko. Roku 1633 přes výběžek prošel samotný Valdštejn s kořistí ze Šluknova, v roce 1637 zde znovu táhl se Švédy. Výběžek byl v průběhu války rabován a ničen. Obyvatelé museli platit „výpalné“, tím přišli o všechny peníze, když jim peníze došly, byly zapáleny jejich domy. V roce 1639 táhli Švédové přes Neustadt, Severní, Lipovou, Novou Vísku, Dolní Poustevnu a vše vyplenili a všude vyhnali obyvatele. V roce 1640 byl švédskými vojsky obsazen Šluknov. Ve výběžku se prosadilo luteránství. Při protireformaci museli protestanti opustit výběžek, ale většinou jen kousek za hranice do Saska. Po pražském míru 30. května 1635 se výběžek stal pohraničím.
Císař Ferdinand II. postoupil saskému kurfiřtovi Lužici za spojenectví proti Švédům. V roce 1642 Švédové dobyli a rozbořili Tolštejn, v roce 1643 vydrancovali Varnsdorf. Výchozím bodem bylo návrší Valy, kde jsou dodnes patrné náznaky švédského opevnění a u silnice mezi Studánkou a Varnsdorfem je mohyla zvaná Švédský hrob. V roce 1644 byla zkáza panství ve výběžku dokonána a počet obyvatel se zmenšil o třetinu. O obnovením císařské moci se ke strádání obyvatel připojuje velice tuhá protireformace.

### Novověk

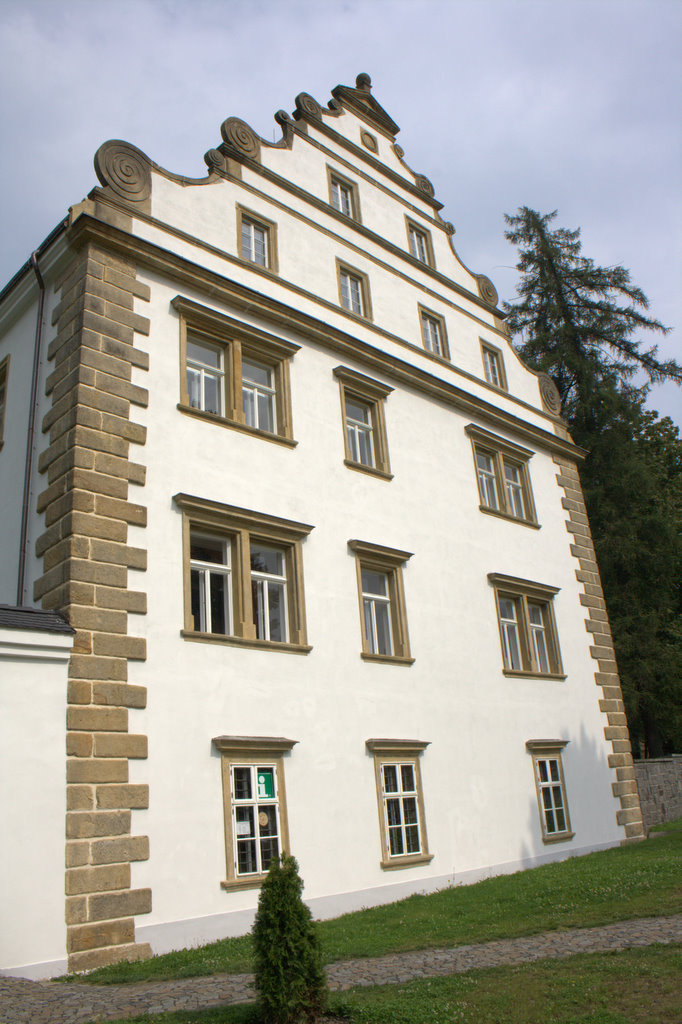
Renovovaný zámek ve Šluknově, městě, které dalo výběžku jméno

S událostmi probíhaly i rozsáhlé majetkové změny. Snížení počtu obyvatel, bída, znehodnocení českých mincí a další věci vyvolaly značné zvýšení robotních povinností. V roce 1680 došlo ve výběžku k selským povstáním, v roce 1681 propukla další morová epidemie. Většina morových sloupů pochází z této doby.
Pokračující švédské výboje v roce 1697 přinesly nová utrpení. Výběžkem táhl tehdy samotný švédský král Karel XII. ze Saska do Šluknova, kde jeho vojáci, které tvořili Švédové, Dánové a Sasové, rabovali a loupili.
Za války o dědictví rakouské v roce 1740 byl znovu obsazen Šluknov. Braniborští vojáci tehdy přinesli do výběžku první brambory. Za druhé slezské války v roce 1744 až 45 prošla císařská i nepřátelská vojska znovu Šluknovem a Rumburkem. Válka se zasloužila o rozvoj textilní výroby, protože nejvyvinutější Slezská vévodství se stala zahraničím a firmám ubyla velká část konkurence.
Též za sedmileté války v letech 1756 až 63 táhly výběžkem několikrát rakouské i pruské oddíly, a na území výběžku i tábořily. V roce 1758 bylo území výběžku jedním velkým táborem. Obyvatelé museli platit válečné poplatky o odvody, kvůli kterým museli i prodávat své louky a pole.
Za války o bavorské dědictví v letech 1778 až 79 přes území výběžku táhly oddíly pruského prince Jindřicha. Tehdy navštívil výběžek císař Josef II. V roce 1804 navštívil výběžek císař František II., který tehdy nabídl Varnsdorfu povýšení na město.
V roce 1809 za napoleonských válek přešly v květnu přes území výběžku saské oddíly, v srpnu legie brunšvického vévody. Část z nich zajalo rakouské vojsko u Dolního Podluží. Napoleonská vojska prošla roce 1813 v počtu 42 tisíc mužů pod vedením generála Vandamme Lobendavou, Lipovou do Šluknova, kde již bylo utábořeno 12 tisíc francouzských a polských vojáků. I přes přísný zákaz docházelo vojáky ke plenění. Napoleonská vojska byla ve výběžku do bitvy národů u Lipska, kdy byla vytlačena ze střední Evropy.
Za napoleonských válek došlo k dalšímu rozvoji textilní výroby ve výběžku, protože se české země zbavily anglické konkurence. Levnější anglické zboží se ale v roce 1815 opět začalo dovážet. Prusko-rakouská válka se též dotkla výběžku. Pruské oddíly znovu zabavovaly potraviny, píci, koně a dobytek. Hlavní štáb pruské tzv. Labské armády byl zřízen v Jiřetíně pod Jedlovou.

### Kultura
Dne 29. června 1830 se výběžek zapsal do hudebních dějin celosvětovou liturgickou premiérou Beethovenovy Missy solemnis, slavnostní mše, která byla zahrána ve Varnsdorfu v kostele svatého Petra a Pavla. Také vznikaly spolky různého zaměření. K tradičním spolkům ostrostřelců přibyly spolky dobrovolných hasičů, divadelní spolky, mladých křesťanů, turistické, pro podporu chudých, ale i například abstinentů, pro ochranu zvířat nebo klub kuřáků dýmek.
Dne 13. ledna 1866 se v Filipově stal zázrak potvrzený svědky, lékařem a biskupskou komisí. Umírající dívce Magdaleně Kadeové se údajně zjevila Panna Maria a nevyléčitelně nemocná se přes noc uzdravila. Na místě, kde k uzdravení došlo, byl v roce 1870 položen základní kámen ke stavbě kaple, později kostela, nyní baziliky Panny Marie Pomocné, od té doby sem putovaly tisíce poutníků a Filipov byl označován jako Lurdy severních Čech.
Na protest proti prohlášením 1. vatikánského koncilu vznikla v roce 1877 starokatolická církev, ve které důležitou roli sehrály varnsdorfské osobnosti. Prvním biskupem byl zvolen varnsdorfský katecheta Anton Nittel a ve Varnsdorfu bylo od roku 1897 biskupství.

### Počátky průmyslu
Prvotním zaměstnáním nejstarších obyvatel výběžku bylo rolnictví a chov dobytka. V zimě se rolníci dále zabývali předením lnu. S dalším rozvojem řemesel se začal rozvíjet i obchod. Kolem roku se řemeslníci začali spojovat v cechy, které od vrchnosti dostávaly různá privilegia. Domácí výroba plátna(sukna) se ve výběžku stala nezbytným doplňkem rolnického hospodářství. V 17. století se výběžek proslavil tzn. „rumburskou vébou“. Na počátku 18. století je domácí textilní výroba vrchností velice podporovaná. Též se začínají zakládat manufaktury. První plátenická manufaktura s barvírnou vznikla v roce 1708 v Lipové, jejich značný nárůst pokračoval po roce 1742 po ztrátě Slezska.
Šluknovský výběžek měl na konci 18. století spolu s Prahou a Ostravskem největší hustotu osídlení na území Českého království. Toleranční patent a především zrušení nevolnictví v roce 1781 umožnily příchod cizích odborníků a především uvolnění obrovského množství pracovních sil pro vznikající průmysl a další překotný rozvoj manufaktur. Začala se měnit struktura textilní výroby – místo plátenictví nastupuje zpracování bavlny. Střediskem zpracování bavlny se stal Varnsdorf. Díky dovozu levné anglické bavlněné příze byla ohrožena existence tří tisíc domácích přadláků, kteří na obranu proti jejímu pašování založili hnutí bosáků.
Ve Varnsdorfu byl instalován v roce 1804 i první parní stroj ve Šluknovském výběžku, v firmě Josefa Hanische.
V 30. letech 19. století se dá mluvit o vzniku prvních továren, a to jak nových, nebo díky zavedení parního stroje přeměněných manufaktur. Díky zavádění strojů a levným dovozům došlo k nárůstu bídy mezi dělníky, ke které navíc přispěla i neúroda v letech 1845 až 1847. V dubnu 1848 v Lipové domácí přadláci zastavili povoz, který vezl strojovou přízi. Ženy přadláků náklad příze naházely do pole, kde byl spálen.
Po roce 1850 po reformě veřejné a státní správy dochází k největšímu a nejrychlejšímu rozvoji výběžku, který se německy nazýval „Böhmisches Niederland“, čemuž odpovídá v češtině „České nizozemí“ nebo „Česká dolní země“. Zahrnuje území bývalých soudních okresů Haňšpach (Lipová), Šluknov, Rumburk a Varnsdorf.
Kolem roku 1850 bylo ve výběžku přibližně 50 bavlnářských závodů. Centrem výroby byl Varnsdorf – vžil se pro něj název „Malý Manchester“, blízkému Rumburku se pro výstavnost a velké množství zábavních podniků říkalo „Malá Paříž“. V západní části výběžku nastal rozvoj výroby stuh a prýmek. V Mikulášovicích se vyráběly umělé květiny a drobné kovové zboží, hlavně nože. Celkově ve výběžku jednoznačně převládala textilní výroba.
Na podporu obchodu se objevují průmyslové výstavy. Například průmyslová výstava v letech 1847 a 1871 v Rumburku, v roce 1863 v Mikulášovicích, okresní zemědělsko-průmyslová výstava v roce 1896 ve Varnsdorfu a další. Zakládají se také peněžní ústavy, jako první byla založena Spořitelna města Šluknov v roce 1852.
Průmysl si vyžádal připojení výběžku ke železniční síti, V roce 1852 byla naplánována výstavba tratě z Bakova nad Jizerou přes Českou Lípu do Rumburka. První vlak po ní přijel do Rumburka dne 16. ledna 1869, ve stejné době přijel i první vlak z Děčína do Varnsdorfu. Zkušební vlak přijel z Děčína do Varnsdorfu dne 23. října 1868. V roce 1871 byla trať z Varnsdorfu prodloužena do saského Großschönau, V rychlém sledu následovala výstavba dalších železničních tratí.
Další rozšíření průmyslu umožnilo zavedení elektrického proudu, telegrafu a telefonu. Počátkem 20. století odebírali spotřebitelé a továrny ve výběžku elektřinu z tepelné elektrárny v Hirschfelde poblíž Žitavy v Sasku.
V roce 1856 bylo zavedeno telegrafní spojení mezi Rumburkem, Šluknovem a Mikulášovicemi. První telefonní linku zřídil v roce 1881 továrník Anton Klinger z továrny v Brtníkách do továren v Mikulášovicích a Starých Křečanech.
Průjezd prvního benzínového automobilu ve Varnsdorfu zaznamenal kronikář v roce 1897. První autobusová linka ve výběžku byla provozována na trati Rumburk – Seifhennersdorf – Varnsdorf-Studánka – Varnsdorf.
S rozvojem průmyslu je spojen i vznik organizovaného dělnického hnutí. Za podpory libereckých sociálních demokratů byl ve Varnsdorfu dne 19. února 1871 založen odborný spolek textilních dělníků, po němž brzy následovaly další. První stávka dělníků proběhla v srpnu 1871 v bavlnářské továrně G. A. Frolicha ve Varnsdorfu.

### První světová válka a Rumburská vzpoura

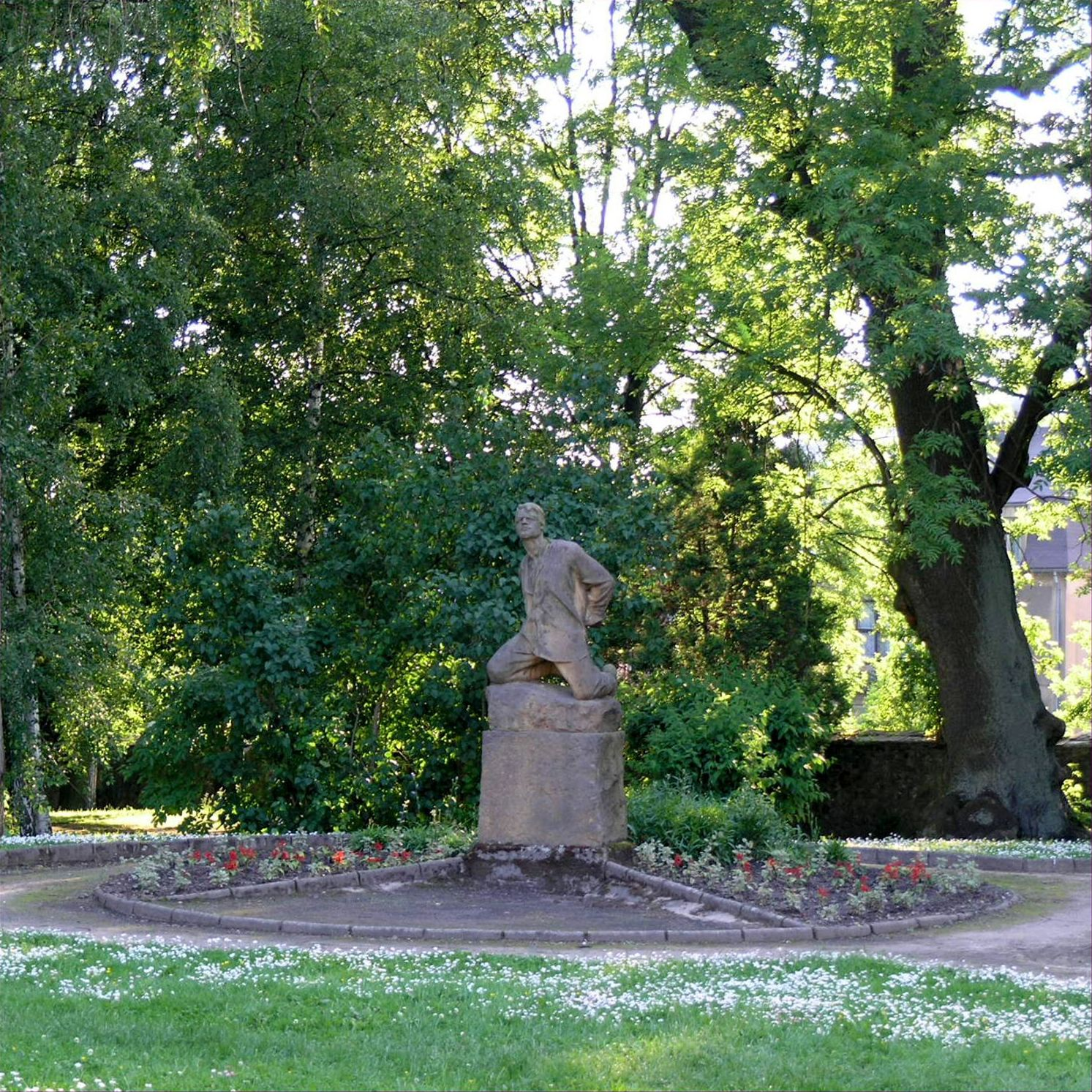
památník obětem Rumburské vzpoury

Za první světové válce v letech 1914 až 18 se výběžek nacházel v týlu. Vznikaly zde zásobovací obtíže, nedostatek potravin, tyfové epidemie[nepřesný odkaz], v roce 1917 začalo odevzdávání kostelních zvonů pro válečné účely, též vznikaly hladové demonstrace a nepokoje.
V roce 1918 přišel ke slovu i špatný stav jednotek rakouské armády. Nastaly nepokoje a zásobovací potíže i u jednotek v zázemí, což vyvolávalo demonstrace a vzpoury.
V Rumburku byly v roce 1918 soustředěny necelé dva tisíce vojáků, z nichž bylo 839 navrátilců, což byli osvobození či propuštění zajatci z Ruska po uzavření brestlitevského míru.
Iniciátorem Rumburské vzpoury byla část náhradního 7. střeleckého pluku. Hlavním iniciátorem byl navrátilec František Noha. Posledním impulsem k jejímu vypuknutí byl rozkaz ze dne 20. května 1918 o snížení denních dávek chleba a dále také zařazení navrátilců do oddílu, který měl odejít 6. června 1918 na frontu. 
V úterý 21. května 1918 v šest hodin ráno nastoupila budoucí pochodová formace proti rozkazu ozbrojena. Vojáci odmítli složit zbraně, požadovali chleba, zadržovaný žold za dobu zajetí, slíbenou dovolenou a odmítli nastoupit na frontu. Vojáci neuposlechli rozkazů nadřízených a vypukla vzpoura.
Nad hlavními iniciátory vzpoury Františkem Nohou, Vojtěchem Kovářem a Stanko Vodičkou byly vyneseny rozsudky smrti, které byly ráno 29. května za tehdejším rumburským hřbitovem vykonány. V Novém Boru bylo popraveno dalších sedm účastníků vzpoury a další byli odsouzeni k žaláři v Malé pevnosti v Terezíně. V roce 1919 byly vyzdviženy ostatky popravených a odvezeny do jejich rodných obcí, pozůstalí byli odškodněni a ještě v den vzniku Československa byla vojenskému velitelství v Litoměřicích doručena žádost pražského Národního výboru o amnestii rumburských povstalců. Každý rok až do roku 1938 se konaly každoročně oslavy výročí vzpoury, na motivy vzpoury natočil Martin Frič film Hvězda zvaná Pelyněk.

### Období První republiky
Dne 29. října 1918 vyhlásili sudetoněmečtí poslanci říšské rady ve Vídni provincii „Deutschböhmen“, jejím sídlem se stal Liberec. Reakce převážně českého 7. střeleckého pluku v Rumburku byla jednoznačná, jakmile dorazily zprávy o vyhlášení Československa. O den později, 30. října, vojáci demonstrativně prošli Rumburkem. Když 2. listopadu 1918 přijela sokolská delegace z Prahy, bylo již vše připraveno k začlenění pluku do vznikající československé armády. Německá část mužstva byla rozpuštěna. Výběžek byl zcela obsazen československým vojskem až na počátku roku 1919. Po vyhlášení republiky zaujali Češi místa ve státní správě jako úředníci, celníci, četníci, železničáři, poštovní zaměstnanci a vojáci.
V celém výběžku tvořili za první republiky Češi nepatrnou menšinu, v politickém okrese Šluknov v roce 1921 tvořili 2,1 procent obyvatel, v politickém okrese Rumburk 2,0 procenta a v politickém okrese Varnsdorf 5,4 procent obyvatel. Rychle se zřizovaly české školy a české spolky – první spolek založili ve Šluknově v roce 1920 čeští hraničáři.
Velká hospodářská krize zasáhla výběžek postupně od roku 1929, zaměstnanost v textilním průmyslu poklesla o 40 procent, mnoho provozů bylo uzavřeno. V okrese Rumburk bylo šest tisíc nezaměstnaných a patřil k těm okresům, kde se situace nezlepšila ani v roce 1936, krize přetrvala vzhledem k orientaci na lehký průmysl ještě do roku 1938. Z hospodářské krize těžil Konrád Henlein, který po výběžku vykonal několik agitačních cest.
Akce proti antifašistickým a demokratickým silám se začaly stupňovat po parlamentních volbách v roce 1935, v nichž Henleinova Sudetoněmecká strana zvítězila nejen v německy mluvících oblastech, ale i v celostátním měřítku. Začalo docházet k prvním teroristickým akcím ozbrojených složek Sudetoněmecké strany. Česká menšina měla ve výběžku jen kolem pěti procent obyvatelstva, ale do nástupu Henleina neexistovaly národnostní třenice.

### Druhá světová válka
Zvyšující se ohrožení republiky vedlo k vybudování pohraničních opevnění podle francouzského vzoru v letech 1937 až 1938. Obranná linie probíhala těsně za hranicí výběžku, zde měla název „Schöberlinie“.
Samotný výběžek zůstal z terénních a strategických důvodů nechráněn. Za květnové mobilizace v roce 1938 se většina českých mužů zúčastnila Stráže obrany státu – SOS. další zhoršení situace přinesl Adolfa Hitlera v září na sjezdu NSDAP v Norimberku. 14. září 1938 zorganizoval „Svaz pro průmysl“ generální stávku ve všech továrnách výběžku. Dne 1. září 1938 bylo vyhlášeno stanné právo. Dne 23. září 1938 vyhlásila československá vláda všeobecnou mobilizaci. Dne 1. října 1938 byl vojákům československé armády přečten kapitulační rozkaz. V důsledku mnichovské zrady vyklidila dne 9. října 1938 československá armáda výběžek a hned jej obsadila německá armáda. Dne 6. října 1938 krátce navštívil Šluknovský výběžek Adolf Hitler. Většina Čechů a Židů utekla či byla vyhnána z výběžku. Po vypuknutí 2. světové války došlo ve většině podniků k převedení na válečnou výrobu.
Šluknovský výběžek byl osvobozen v rámci pražské ofenzívy ve dnech 8. – 9. května 1945 jednotkami 2. polské armády a 28. armádou Prvního ukrajinského frontu. Ihned po kapitulaci Německa byly utvořeny okresní správní komise, později okresní národní výbory ve Šluknově, Rumburku a ve Varnsdorfu.
Již v květnu 1945 začali první odsuny Němců. Po 9. květnu 1945 vznikaly ve rychle tzn. „partyzánské jednotky“. jejich členové se organizovali v tzn. Revolučních gardách, kterým Němci začali říkat „rabovací gardy“. Revoluční gardy organizovaly i nezákonné „divoké odsuny“. Všechny neorganizované odsuny byly Komisí pro vnitřní bezpečnost Zemského národního výboru zakázány, přesto ale pokračovaly dále. Zhoršovaly se vztahy mezi Čechy a Němci, i kvůli diverzním akcím, kdy podezření padalo na organizaci Werwolf. Němci museli odevzdat vozidla, rozhlasové přijímače, byly jim blokovány úspory. V kraji se potloukali v uniformách spojeneckých armád různé zlatokopecké bandy, které se dopouštěly trestných činů včetně vražd. Okresní správní komise stanovila ve vyhlášce ze dne 19. června 1945 za drancování, plenění a vykrádání trest smrti. Místní němečtí antifašisté v Rumburku požádali dne 3. června 1945 Rudou armádu o ochranu před řádícími Čechy.
Průběh odsunu a výměna obyvatelstva probíhala stejně jako na zbytku osvobozeného území. Němci byli do října 1946 postupně vysídleni a majetek, který po nich zůstal, byl konfiskován a následně rozprodán novým osídlencům.

### Období socialismu
Únor 1948 proběhl ve výběžku stejně jako jinde v republice. Ve výběžku únorové události roku 1948 předznamenala ještě Varnsdorfská stávka. Únorem 1948 započalo naprosté zestátnění majetku, začaly vznikat národní podniky, jednotná zemědělská družstva, která se ale ve výběžku neudržela a sloučila se se státními statky. Znovuosídlení výběžku nepřineslo žádoucí účinek a dochází k jeho postupnému úpadku. V padesátých letech 20. století nebyla sousední Německá demokratická republika spřáteleným státem, a proto zde byla i přísná ostraha hranic. Kvůli tomu byly zlikvidovány obce Fukov a Zadní Doubice. V padesátých letech nebyl ve výběžku žádný hraniční přechod, první byl otevřen až v roce 1967, hraniční přechod Varnsdorf – Seifhennersdorf. Při příležitosti jeho otevření navštívil a oslav 20. výročí Varnsdorfské stávky se zúčastnil ve Varnsdorfu 3. března 1967 tehdejší prezident Antonín Novotný. Vpád armád pěti zemí Varšavské smlouvy proběhl v noci z 20. na 21. srpen 1968. Ve výběžku překročila vojska hranici v Lobendavě a projížděla výběžkem směrem ke Stožeckému sedlu. Přes výběžek vezla i těžké rakety typu země – vzduch.

### Po roce 1989
Po listopadových událostech bylo rychle založeno Občanské fórum všech obcích výběžku, dne 12. července 1990 bylo založeno Sdružení pro rozvoj Šluknovska, dne 21. prosince byl založen Euroregion Nisa. Snahy starostů měst a obcí výběžku o obnovení okresu Rumburk a jeho začlenění do kraje Liberec. I když samotným předsedou vlády bylo slíbeno zřízení okresu Rumburk, hlasovaní vlády bylo zamítavé.
Dne 2. července 1999 navštívil Šluknovský výběžek prezident republiky Václav Havel. V roce 2011 dochází ve výběžku k etnicky motivovaným demonstracím proti místním Romům.

## Geografie

### Geologie
Šluknovská pahorkatina představuje jižní část lužického žulového masívu, kterým je jedním z nejrozsáhlejších plutonů ve střední Evropě. Na území výběžku je charakterizována čtyřmi základními typy hornin převážně mladoalgonkického až kambrického stáří. Tvoří ji hrubě zrnitá, zčásti porfyrická biotinická žula, která vystupuje na povrch u v okolí Rumburka a u lužického přesmyku. Nejrozšířenější horninou Šluknovské pahorkatiny je biolitický granodiorit. Minulosti se těžil v lomech, a používal se například na výrobu dlažebních kostek. Přes Šluknovský výběžek prochází lužický přesmyk, která zde odděluje křídové pískovce Děčínské vrchoviny a Lužických hor od hornin Lužického žulového masívu. U Krásné Lípy se dostaly starší horniny (žula a jurské vápencové usazeniny) nad křídové sedimenty. U Jiřetína pod Jedlovou vyvrhla žula z hlubokého podloží dokonce pískovce vytvořené v prvohorách.
Do Šluknovského výběžku, do nižších poloh Šluknovské pahorkatiny dvakrát ve čtvrtohorách pronikl pevninský dvakrát ledovec (v halštrovské a sálské) době ledové . Z této doby pocházejí glacifluviální písky a stěrky u Rumburka.
Povrchové tvary Lužických hor určují sopečná tělesa, tvořená převážně čedičem a znělcem, která se dostala na povrch po pozdějším odnosu pískovců. Vrchy Lužických hor přestavují odkryté části znělcových lakolitů a větších čedičových sopouchů. Zbytky po odnosu povrchových sopečných výlevů a výplní sopouchů se nachází na řadě míst Šluknovské pahorkatiny a dnes tvoří hlavní vyvýšeniny Šluknovské pahorkatiny.

### Geomorfologie
Šluknovská pahorkatina zaujímá větší část Šluknovského výběžku, která se dělí na dvě části,
Rumburskou a Šenovskou vrchovinu. Šluknovská pahorkatina má na území České republiky rozlohu 276 km². Nejvyššími body Šluknovské pahorkatiny jsou Hrazený (608 m), Tanečnice (599 m) a Plešný (593 m). Většinu Šluknovské pahorkatiny tvoří třetihorní vulkanity. Jihovýchodní část zasahuje do Lužických hor, na jejím území se nachází Jedlovský hřbet a Chřibskokamenická kotlina. Na Jedlovském hřbetu dosahují ve Šluknovském výběžku nejvyšších výšek Pěnkavčí vrch (792 m), Jedlová (776 m) a Weberberg (711 m). V Chřibskokamenické kotlině je nejvyšším bodem Pařez (391 m). Do jihozápadní části výběžku zasahuje Děčínská vrchovina podcelkem Jetřichovické stěny. Jsou charakterizované tvary, které vznikly zvětráváním kvádrových pískovců. Místo, kde řeka Křinice opouští území Šluknovského výběžku, je s nadmořskou výškou 255 metrů jeho nejnižším místem.

### Vodstvo
Území výběžku je rozvodí mezi úmořími Severního a Baltského moře. Do Baltského moře odvádí vodu výběžku Mandava a její přítoky, všechny ostatní toky odvádí vodu do severního moře. Rozvodí mezi úmořími probíhá výběžkem od hranice jižně od Filipova z počátku na západ, několikrát se lomí, u osady Panský obchází prameniště Mandavy, na západ od Studánky prameny Křinice a v okolí Rybniště prameny Lužničky. Ke státní hranici se vrací u Ptačince.
K úmoří Severního moře patří Chřibská Kamenice, Křinice, Vilémovský potok, Spréva, Rožanský potok, Jiříkovský potok. K úmoří Baltského moře patří Mandava se svým největším přítokem Lužničkou.
Mezi největší vodní plochy ve výběžku patří Velký rybník, rybník Světlík, údolní nádrž Chřibská, Zámecký rybník, Šluknovský rybník, Varnsdorfský rybník, Bobří rybník, rybník Cimrák, Solanský rybník, Školní rybník a rybník Racek.

### Podnebí
Šluknovský výběžek patří do mírně teplé oblasti, nejvyšší polohy Jedlovského hřbetu do chladné oblasti. Výběžek se sklání do Severoněmecké nížiny, je zde zřetelný sklon k oceánskému klimatu.

## Správní vývoj
Od roku 1960 je Šluknovský výběžek součástí okresu Děčín, který vznikl sloučením do té doby existujícího okresu Rumburk, který zasahoval do celého území výběžku, s okresem Děčín. Do roku 1848 se na území výběžku nacházela tři panství. Haňšpach (Lipová), Rumburk, Šluknov a malá část panství Česká Kamenice. Dle císařského nařízení z 22. června 1849, číslo 295/1849 říšského zákona, pro Čechy číslo 352/1849 říšského zákona ze dne 9. srpna 1849 vznikly politické okresy Rumburk a Šluknov a uvedená města se stala sídlem nově utvořených okresních úřadů. Od politické správy byla odloučena soudní správa. Soudní okresy se nekryly územím politických okresy, působily na menším území. Na území rumburského okresy vznikly soudní okresy Rumburk a Varnsdorf, na území šluknovského okresu Lipová a Šluknov. V roce 1908 na základě vyhlášky ministerstva vnitra z 15. září 1908 k 1. říjnu 1908 zřízen politický okres Varnsdorf, který byl vyčleněn z politického okresu Rumburk. V roce 1908 měl politický okres Rumburk 9 správních obcí, politický okres Šluknov 23 správních obcí, z toho soudní okres Lipová 11 obcí a soudní okres Šluknov 12 obcí, politický okres Varnsdorf měl 11 správních obcí. Po roce 1948 byly zrušeny okresy Šluknov a Varnsdorf a celé jejich území začalo spadat pod ONV Rumburk, který spadal pod Liberecký kraj. Po územní reorganizaci v roce 1960 byl zrušen okres Rumburk, a byl vytvořen nový okres Děčín, který začal spadat pod Severočeský kraj. V roce 2003 došlo ke vzniku správních obvodů obcí s rozšířenou působností. Šluknovský výběžek nyní spadá pod Ústecký kraj, v minulosti měl však větší příklon ke kraji Libereckému či Litoměřickému.
Správní obvod ORP Rumburk zahrnuje města Dolní Poustevna, Jiříkov, Krásná Lípa, Mikulášovice, Rumburk, Šluknov, Velký Šenov a obce Doubice, Lipová, Lobendava, Staré Křečany a Vilémov.
Správní obvod ORP Varnsdorf tvoří města Chřibská a Varnsdorf a obce Dolní Podluží, Jiřetín pod Jedlovou, Horní Podluží a Rybniště.

## Kulturní památky
Na území Šluknovského výběžku se nachází dvě městské památkové zóny v Jiřetíně pod Jedlovou a ve Šluknově a jedna vesnická památková rezervace v Rumburku. V Rumburku je chráněn soubor 18 tkalcovských domů ve Šmilkovského ulici. Dne 15. srpna 2001 bylo ve výběžku do státního seznamu zapsáno 205 památek. Ve Šluknovském výběžku se hojně vyskytuje lidové stavitelství, zastoupené podstávkovými domy.
Mezi nejstarší památky na území výběžku patří panská sídla z počátků osídlování výběžku, hrad Tolštejn, Krásný Buk a skalní hrady v Českosaském Švýcarsku.
Gotika je reprezentovaná kostelem svatého Jiří v Chřibské, který byl v pozdější době přestavěn. Renesance je reprezentována menšími panskými sídly v Rumburku, v Šluknově, kostelem ve Velkém Šenově.
Ve výběžku se nachází větší počet barokních staveb. Patří mezi ně kostel svatého Mikuláše v Mikulášovicích, kapucínský klášter s kostelem svatého Vavřince v Rumburku, kostel svatého Jana Nepomuckého ve Starých Křečanech, areál kostela Navštívení Panny Marie v Lobendavě, kostel svatého Václava v Šluknově, soubor barokních soch a zastavení na křížové cestě v Jiřetíně pod Jedlovou.
Průmyslová architektura je reprezentována dochovanými továrnami, železničními viaduktem u Vilémova.
V 19. století se stavěly nové kostely, například kostel Karla Boromejského ve Varnsdorfu či bazilika Panny Marie. Perlou vídeňské secese je budova Gymnázia v Rumburku.
Zajímavou technickou památkou je Köglerova reliéfní mapa v Zahradách, vytvořená po roce 1930.
Loreta Rumburk je barokním klenotem severních Čech, spojeným se jménem vynikajícího architekta Johanna Lucase Hildebrandta a sochaře Franze Bienera. Postupně restaurovaný areál zahrnuje loretánskou kapli, ambit a kostel sv. Vavřince.
Hrádek Varnsdorf je zachráněná dominanta Varnsdorfu, nyní rozhledna s obřadní místností, (467 m n. m.) na státní hranici. Připravuje se další etapa rekonstrukce, aby zde mohla být opět výletní restaurace.

### Křížové cesty a poutní místa

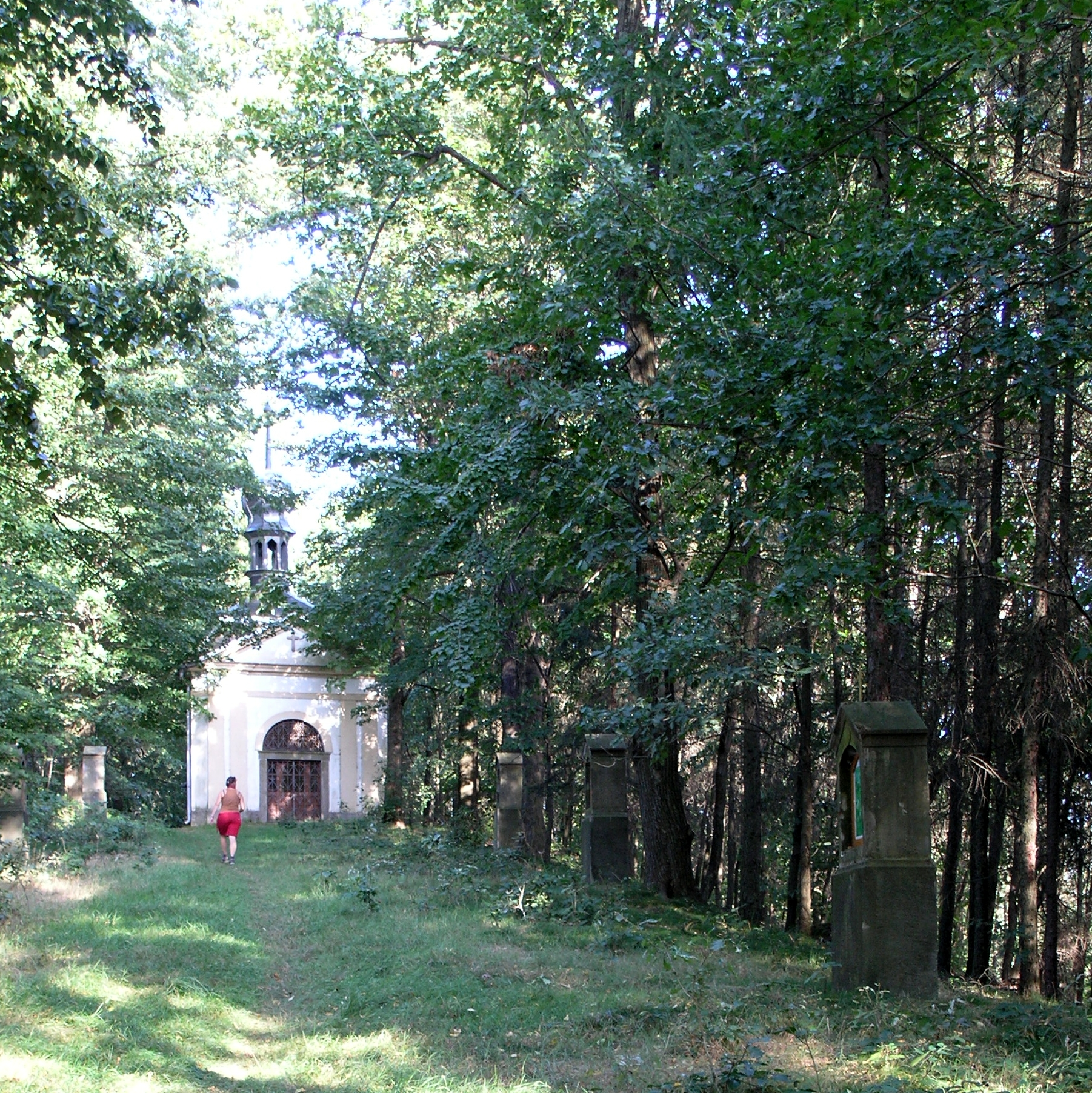
Křížová cesta v Brtníkách

Zajímavým fenoménem Šluknovska jsou křížové cesty, celkem jich je čtrnáct. Jejich výstavbu ovlivnil bohatý náboženský život obyvatel, blízkost protestantského Saska a soupeření jednotlivých obcí. Křížové cesty se stavěly od 18. do 20. století. Některé rozsáhlejší křížové cesty mají charakter pašijových cest a je v nich ztvárněno Ježíšovo utrpení od Poslední večeře a modlitby v Getsemanské zahradě. Byly postaveny v různých slozích, od baroka, klasicismus, rokoko až po historizující slohy. Po odsunu německých obyvatel v roce 1945 došlo k devastaci křížových cest a s opravou některých bylo započato až po roce 1989.
Nejstarší křížová cesta je v Šluknově z let 1738 až 1756, další je v Jiřetíně pod Jedlovou na Křížové hoře z let 1759 až 1764, následuje ve Vilémově z let 1765 až 1766, další je v Brtníkách postavená v letech 1817 až 1826,, v Jiříkově byla postavena ve letech 1817 až 1826, ve Starých Křečanech 1825 až 1833, na Anenském vrchu u Lobendavy v letech 1829 až 1934, ve Velkém Šenově z roku 1856, v Krásné Lípě byla postavená v letech 1857 až 1859, v Království v roce 1859, Fukově byla postavena roce 1859 a je zároveň jedinou, která se nedochovala do dnešních dní, byla zlikvidována spolu s obcí v roce 1960. V Rumburku byla postavena v letech 1899 až 1900 a ve Varnsdorfu u kostela svatého Karla Boromejského v letech 1911 až 1912. Nejmladší je na vrchu Jáchym u Lobendavy z roku 1914.
Šluknovský výběžek je bohatý na poutní místa, náboženské poutě. Mezi pojmenování, které Šluknovský výběžek měl, patřilo i Černý kout (německy Schwarzer Winkel), které bylo odvozeno od černé barvy kleriky velice početného duchovenstva, které odsud pocházelo. Ve výběžku se narodili tři litoměřičtí biskupové, Bartoloumäus Hille pocházel z Leopoldky u Velkého Šenova, Anton Frind z Lipové a z Vlčí Hory Anton Weber. V 17. století obohatilo krajiny velké množství boží muk, křížů, soch svatých, kaplí a kapliček.
Náboženské poutě se pořádaly do baziliky Panny Marie Pomocnice křesťanů, loretánské kaple Panny Marie v Rumburku, kostela Nanebevzetí Panny Marie ve Vilémově, kostel Panny Marie Sněžné v Sněžné, kaple svaté Anny v Lobendavě a do kaple svatého Kříže v Jiřetíně pod Jedlovou.

### Hrady a tvrze
Bezejmenné slovanské hradiště z konce 8. až 10. století na ostrožně nad soutokem Křinice a Brtnického potoka, nazvané Orlí roh podle označení na německé mapě z počátku 20. století bylo objeveno až v roce 1994. Pravděpodobně sloužilo k ochraně hranic a Lužické cesty. Dále jsou ve výběžku bezejmenné hrádky, Brtnický hrádek, Chřibský hrádek, Kyjovský hrádek a Vlčí hrádek. Byly to pravděpodobně strážní hrady, u Kyjovského hrádku je dle archeologických výzkumů z roku 1983 pravděpodobnější, že se jednalo o sídliště prospektorů a horníků. Tvrze byly ve výběžku v Dolní Poustevně, v Jiříkově v Lipové, v tvrz Království byla vodní tvrz, která byla obehnána vodními příkopy. Poloha tvrze Mikulášovice není známa, další tvrz byla v Velkém Šenově. V Rumburku a ve Šluknově byly tvrze přestavěny na zámky. Ve Šternberku byl lovecký zámeček zbořen v roce 1995. Na území dnešního Varnsdorfu uvádí literatura dvě tvrze.
V Krásném Buku stával hrad, který byl ve 14. století centrem správy panství, v 1339 byl dobyt vojskem ze Žitavy a již nebyl nikdy obnoven. Poté se se sídlem správy panství stal hrad Tolštejn, který byl v roce 1642 vypleněn Švédy.

## Ochrana přírody a krajiny
Na jihozápadě Šluknovského výběžku se nachází jeden ze čtyř národních parků České republiky Národní park České Švýcarsko a Chráněná krajinná oblast Labské pískovce, na jihu výběžku Chráněná krajinná oblast Lužické hory. ve výběžku se dále nachází přírodní rezervace Vápenka, přírodní rezervace Spravedlnost, přírodní rezervace Marschnerova louka, přírodní památka Louka u Brodských, přírodní rezervace Velký rybník a přírodní rezervace Světlík.
Šluknovský výběžek zasahuje do čtyř fytogeografických okresů – Šluknovské pahorkatiny, Lužické kotliny, Lužických hor a Labských pískovců. Hranici fytogeografických okresů Šluknovská pahorkatina a Lužická kotliny s labskými pískovci a Lužickými horami tvoří lužický zlom, jde o geologicky podmíněnou hranici.
Na území fytogeorafického okresu Šluknovská pahorkatina, která má rozlohu přibližně 250 km², se dnes nachází kulturní lesy, zemědělské kultury a zastavěná území. Potenciální přirozená vegetace byla tvoření acidofilními bučinami, v nichž dominoval buk lesní, v níže položených částech se nacházely acidofilní doubravy, převážně tvořené dubem zimním a dubem letním. Aktuální vegetaci tvoří převážně lesní monokultury, převážně smrkovými a borovými. dále pak louky a pastviny
V Lužické kotlině se tvořily potenciální přirozenou vegetaci acidofilní doubravy a dubohabřiny. V Lužických horách, které do Šluknovského výběžku zasahují pouze svým okrajem byly původní vegetací acidofilní bučiny, na čedičových vyvřelinách se vyskytovaly květnaté bučiny.
Lesy ve Šluknovském výběžku se nachází v Přírodní lesní oblasti číslo 19 Lužická pískovcová vrchovina a v Přírodní lesní oblasti číslo 20 Lužická pahorkatina.
V Lužické pískovcové vrchovině rostou borové lesní porosty převážně na pískovcích v Národním parku České Švýcarsko, v oblastech, kde byl pískovec proražen třetihorním vulkanismem jsou bučiny s příměsí dubu, javoru a jilmu.
V Lužické pahorkatině převládají smrkové lesy, na menší ploše se vyskytují listnaté lesy.
Lesy se vyskytují na 46 procentech plochy výběžku, většina z nich tvoří hospodářské lesy.

### Fauna
Z kruhoústých se ve Šluknovském vyskytuje pouze mihule potoční, především v údolí Křinice.
Z plazů se běžně vyskytuje slepýš křehký, plošně je rozšířená užovka obojková, vzácnější je zmije obecná.
Z obojživelníků se zde vyskytuje čolek obecný a čolek horský, početné jsou i různé druhy žab, hlavně hojně rozšířený skokan hnědý.
Hnízdí zde přes 130 druhů ptáků, další desítky druhů pře území výběžku migrují. Mezi nejběžnější ptáky patří řád pěvců (například konipas bílý), všechny druhy sýkorek, velice hojná je sojka obecná. Z dravců se na území výběžku vyskytují výr velký, káně lesní, poštolka, jestřáb lesní a krahujec obecný.
Na území Šluknovské výběžku se vyskytuje 54 druhů savců, především řád hmyzožravců, hlodavců, zajíců, sudokopytníků a řád šelem.
Z sudokopytníků člověk zavedl kvůli loveckým trofejím do přírody výběžku nepůvodní druhy – kamzíka horského, muflona a daňka skvrnitého . Z původních druhů se hojně vyskytuje srnec, jelen lesní a prase divoké.
Z šelem je hojný hranostaj, lasice kolčava, velice rozšířená kuna skalní a liška obecná, též je rozšířený jezevec lesní.

## Turistika
Turistika se ve Šluknovském výběžku začala rozvíjet na přelomu 18. a 19. století. V 70. letech 19. století jsou zakládány první turistické spolky a krátce poté dochází k výstavbě rozhleden, hostinců a turistických přístřešků. První turistický klub byl založen v roce 1882 v Krásné Lípě, na jeho popud byl v roce 1885 založen Gebirgsverein für das nördlichste Böhmen (Horský spolek pro nejsevernější Čechy), jehož předsedou byl dlouhá léta MUDr. Johann Hille z Krásné Lípy. Již v prvním roce měl spolek 7 odborů a 327 členů. V dalších letech členská základna narůstala, nakonec měl spolek 23 odborů a 3900 členů. V roce 1889 byla odbory postavena rozhledna na Vlčí Hoře, v roce 1891 na Jedlové, v roce 1896 na Dymníku, v roce 1904 chata a rozhlednou na Špičáku, která se nedochovala do dnešních dnů a v roce 1905 poslední rozhledna na Tanečnici. Koncem 20. let 20. století spolek provozoval 1037 km značených cest s 2345 ukazateli.
Na podporu turistické ruchu vznikl v roce 1999 Mikroregion Tolštejn a v roce 2000 Mikroregion Sever.
Vznikly turistická informační střediska, městské informační středisko ve Varnsdorfu,, Městské informační centrum v Rumburku,, informační centrum v Jiřetíně pod Jedlovou,, Dům Českého Švýcarska v Krásné Lípě,, informační středisko v bývalé hájovně Saula u silnice z Chřibské do Doubice, a regionální informační centrum ve Šluknově.
Ve výběžku byla obnovena v roce 2006 20 km dlouhá Köglerova naučná stezka, která byla poprvé otevřena v roce 1941, dále je zde Hornická naučná stezka Údolí Milířky a Lesnická naučná stezka Šluknov.
Mezi turisticky nejvýznamnější místa výběžku patří Jiřetín pod Jedlovou s hradem Tolštejn, spolu s blízkou Jiřetín pod Jedlovou a štolou Jan Evangelista, národní park České Švýcarsko s skalními hrádky a údolím Křinice, dále nejsevernější loretánská kaple na světě v Rumburku.
Ve výběžku je hustá síť cyklostezek a turistických cest. Na území výběžku, na katastru obce Jiřetín pod Jedlovou se setkávají dvě evropské dálkové trasy, E3 a E10. Nejvýznamnější cyklotrasou ve výběžku je trasa číslo 211.

## Zpravodajství
Ve výběžku fungují dvoje noviny. Jsou to Rumburské noviny, vydávané Městským úřadem v Rumburku a Hlas Severu, který vydává Město Varnsdorf. Do schránek chodí také zpravodaj Šluknovský, který funguje i na webu Archivováno 1. 8. 2020 na Wayback Machine., máme zde i zpravodajsky-publicistický portál vybezek.eu.

## Města a obce Šluknovského výběžku
Největším městem Šluknovského výběžku je Varnsdorf, který je sportovním, obchodním i zábavním centrem oblasti. Sídlí zde firmy zabývající se převážně
strojírenskou a textilní výrobou, mezi významné patří TOS Varnsdorf, Velveta Varnsdorf, KWL, Elite, Vitana, Czech Pan, Retos, a další.
Druhým největším městem je Rumburk, který je též administrativním a dopravním centrem výběžku, sídlí zde firma ABX, která se zabývá výrobou kachlových kamen a krbů. Z textilního průmyslu nezůstalo prakticky nic.
Šluknov je nejsevernějším městem Čech, sídlí zde Střední lesnická škola, podle něj má název celý výběžek. V Jiříkově se se vyráběly okovky pro motocykly Jawa, piana značky Petrof. V roce 2011 bylo přibližně 25 procent žáků základní školy romské národnosti, V Krásné Lípě sídlí správa Národního parku České Švycarsko, Mikulášovice jsou známé výrobou nožů, velice známý je kapesní nůž rybička.
V Chřibské byla do roku 2007 v provozu nejstarší nepřetržitě pracující sklárna v Evropě, která byla v provozu od roku 1414, ve
Starých Křečanech žije jen zlomek počtu lidí, kteří, zde žili do roku 1945, tehdy jich bylo 5025, v Horním Podluží a Jiřetíně pod Jedlovou se nachází lyžařské areály, Lobendava je nejsevernější vsí celé České republiky a Doubice jsou počtem obyvatel nejmenší obcí celého okresu Děčín.

## Osobnosti
Ze Šluknovského výběžku pochází či zde žila řada osobností. Nejstarší je Jindřich z Varnsdorfu, komtur žitavské komendy, podle profesora Tomáše Edela autor Dalimilovy kroniky. V Chřibské se v roce 1751 narodil Tadeáš Haenke, jeden z nejvzdělanějších lidí své doby a objevitel největší květiny planety, viktorie královské. Ve Varnsdorfu se roce 1816 narodil Vincenz Pilz, jehož sochy jsou na různých místech Evropy a Ameriky. Hanka Krawcec žila v letech 1947 až 1986 ve Varnsdorfu a byla první profesionální lužickosrbskou umělkyní. Petr Kien se narodil v roce 1919 ve Varnsdorfu a složil libreto k opeře Viktora Ullmanna Císař Atlantidy.